# هاريس جاكوب بيكسلر
هاريس جاكوب بيكسلر هو مدرس وسياسي أمريكي، ولد في 16 سبتمبر 1870 في نيو بافالو في الولايات المتحدة، وتوفي في 29 مارس 1941. نشط حزبياً في الحزب الجمهوري. وقد انتخب عضو مجلس النواب الأمريكي ‏.